# Kama (huyện)
Kama là một huyện thuộc tỉnh Nangarhar, Afghanistan. Dân số thời điểm năm 1999 là 76,396 người.